# Molnija (Satellit)

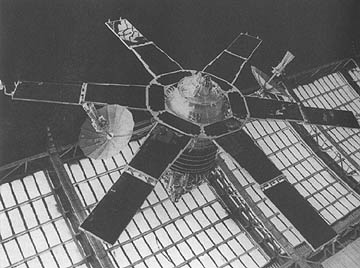
Satellit Molnija-1 in einem russischen Museum

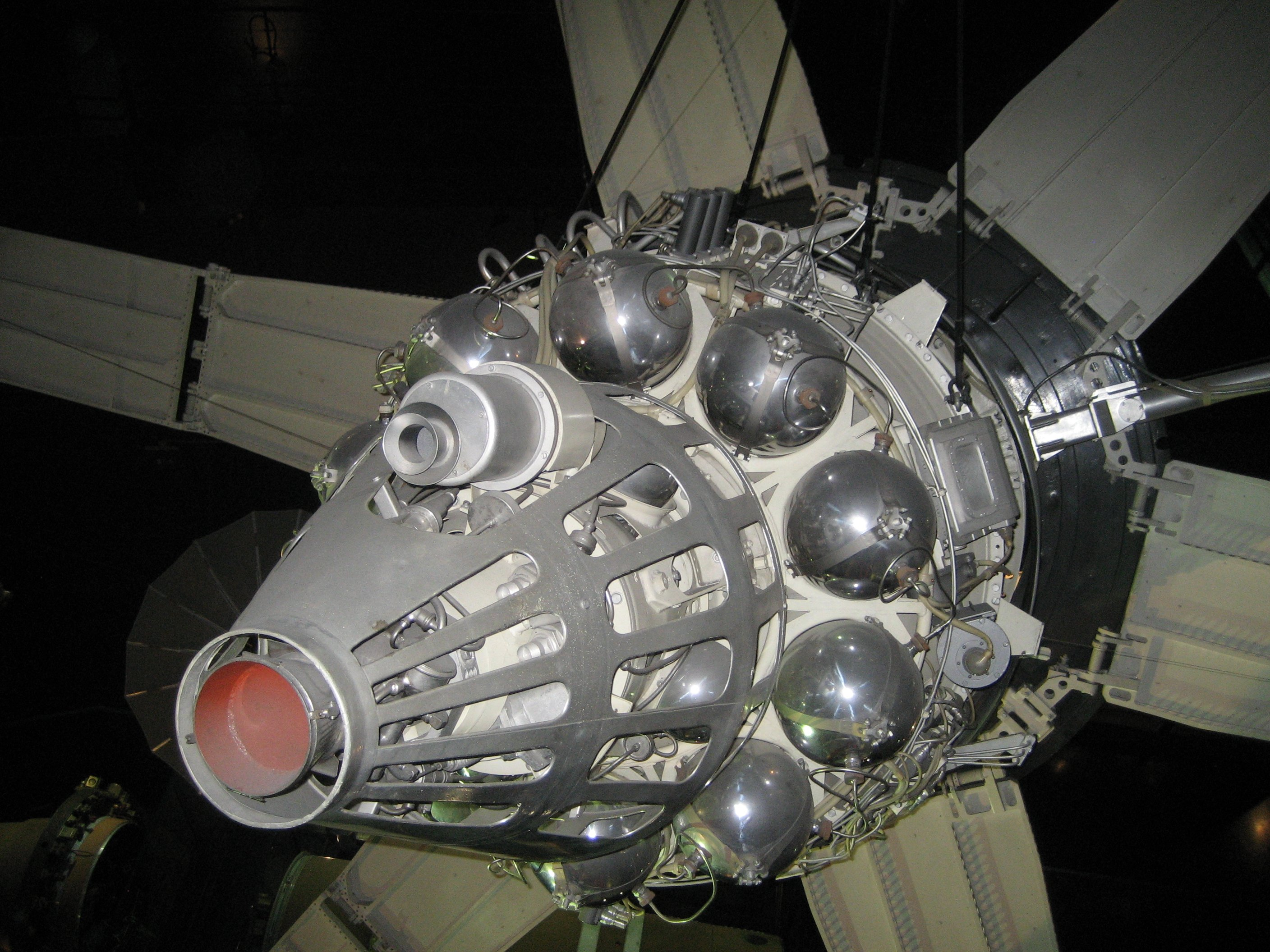
Nahaufnahme eines Molnija-Satelliten

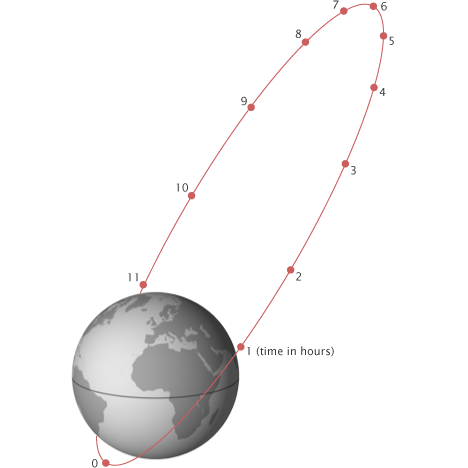
Molnija-Orbit mit Stundenmarkierungen

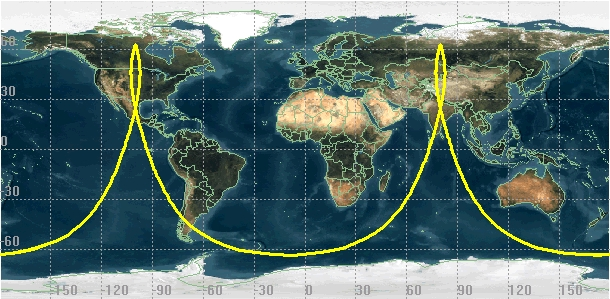
Bodenspur eines Molnija-Satelliten

Molnija oder, als englische Umschreibung auch Molniya (russisch Молния für Blitz, GRAU-Index: 11F67), ist der Name sowjetischer und später russischer Kommunikationssatelliten, die die Erde auf exzentrischen HEO-Bahnen, hier speziell im Molnija-Orbit umlaufen. Die Inklination beträgt 63°, die Umlaufzeit 718 Minuten (ca. 12 Stunden). Das Perigäum, Abstand zwischen 450 und 600 Kilometer, liegt über der Südhalbkugel. Im Apogäum mit einer Entfernung von 40.000 Kilometer bewegen sich die Satelliten über der Nordhalbkugel entsprechend den Keplerschen Gesetzen so langsam, dass sie etwa acht Stunden über dem Horizont stehen. Vier Satelliten ermöglichen eine kontinuierliche Datenübertragung auch in hohen Breitengraden, die geostationäre Satelliten nicht erreichen. Die Satelliten werden sowohl für zivile als auch für militärische Kommunikation verwendet (ein SECAM-Farbfernsehsignal oder 60 Telefonkanäle bzw. Telegrafie- oder Faxübertragung).
Nach zahlreichen Vorversuchen startete der erste Molnija-Satellit (Molnija-1) am 23. April 1965. Der Satellit wurde bis Oktober 1967 getestet und mit dem Start von Molnija-1F wurden in diesem Zeitraum auch die Orbita-Bodenstationen in Betrieb genommen und das System offiziell für einsatzbereit erklärt. Die Satelliten dieses Typs bestanden aus einer zylindrischen, hermetisch verschlossenen und mit Gas gefüllten Gerätesektion mit kegelförmigem Abschluss, welche die Sensorik und Triebwerke für die Lageregelung enthalten. Die Energieversorgung übernehmen sechs Solarzellenausleger. An der Außenseite des Zylinders befinden sich Kühlflächen und eine Heizplatte sowie zwei diametral entgegengesetzt ausgerichtete Antennenschüsseln, wovon eine als Reserve diente. Diese verfügen über einen Transponder im Frequenzbereich von 1,0/0,8 GHz mit einer Leistung von 40 Watt bei Fernsehübertragungen und ansonsten 14 Watt. Die Satelliten waren etwa 1000 bis 1200 kg schwer (1,6 t beim Start), hatten eine Höhe von 4,4 m und einen Durchmesser von 1,4 m. Die Molnija-2 Satelliten waren weiterentwickelte Typen die im Frequenzbereich 3,4–3,9 GHz empfingen und im Bereich von 5,725 bis 6,225 GHz sendeten. Sie hatten eine ähnliche Konfiguration mit vergrößerten Solarzellenauslegern und übertrugen Videosignale mit 6 MHz Bandbreite und einem Audiokanal von 10 kHz Mono bzw. 6 kHz Stereo, sowie parallel zum Videosignal einen mit 150 kHz frequenzmodulierten Audio-/Datenkanal. Am 22. November 1974 wurde der erste Molnija-3-Satellit gestartet. Diese dienten unter anderem für Direktverbindungen zwischen Moskau und Washington. Seit 1997 befinden sich vier Satelliten des Typs Molnija-3K im All. Der Start eines weiteren Satelliten im Juli 2005 mit einer Molnija-M-Trägerrakete scheiterte.

## Versionen
Bislang wurden die Molnija-Satelliten in fünf verschiedenen Bauversionen gestartet.
- Molnija-1 (ab 1964)
- Molnija-1T (ab 1970)
- Molnija-2 (ab 1971)
- Molnija-3 (ab 1974 im Einsatz)
- Molnija-3K (ab 1997 im Einsatz)

Als Nachfolger aller noch im Einsatz stehender Molnija-Versionen gilt eine neue Satellitengeneration mit dem Namen Meridian. Der erste Start erfolgte am 24. Dezember 2006.